# Axel Holmström (anarkist)
Nils Axel Holmström, född 7 september 1881 i Lund, död 24 november 1947 i Adolf Fredriks församling i Stockholm, var en svensk bokförläggare, anarkist och ungsocialist. Han dömdes till fängelse 1906 för antimilitaristiska uttalanden.

## Biografi

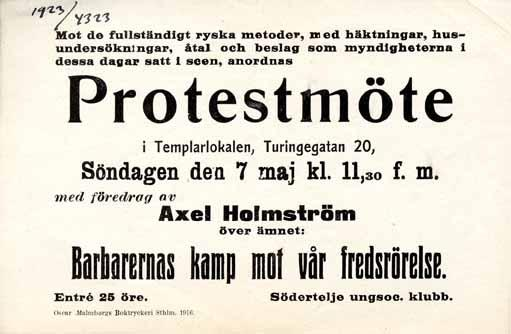
Affisch för protestmöte 1916 med Axel Holmström som föredragshållare.

Holmström, som var skåning, flyttade i tjugoårsåldern till Stockholm, där han arbetade fackligt bland annat i Svenska bageri- och konditoriindustriarbetareförbundet. Han satt även en tid i Stockholms arbetarekommuns styrelse, men hans revolutionära politiska övertygelse gjorde att han sökte sig till Ungsocialisterna. Han blev expeditör för tidningen Brand 1904 och var en av initiativtagarna till Bokförlaget Brand. 1910 startade han Axel Holmströms förlag, där han bland annat introducerade författarna B. Traven, Upton Sinclair och Lisa Tetzner. Vidare publicerades en mängd böcker och broschyrer om och av anarkistiska och socialistiska tänkare, såsom skriftserien Revolutionens förkämpar. Även om den skönlitterära utgivningen framför allt bestod av översättningar från tyska och engelska, gav Holmström även ut en del svenska författare och Gustav Hedenvind-Eriksson, Harry Blomberg och Ivan Oljelund debuterade på hans förlag.
Holmström dömdes 1908 till tre månaders fängelse för antimilitaristiska yttraden i den debatt som följde på Hinke Bergegrens föredrag för värnpliktiga. Samma år ådömdes han ytterligare fyra månaders fängelse för antimilitarism. Straffen avtjänades på Långholmens centralfängelse.
Utöver förläggarverksamheten var Holmström en mycket flitig föredragshållare och skribent med stort engagemang i tidens politiska och sociala frågor. Han såg tidigt faran med Hitlerregimen och gav under 1930-talet ut flera skrifter i detta ämne. I över nio år drev han, som kassör 1912-1917 och ledande kraft i Amaltheadådet, opinion för frigivandet av de tre män som hade dömts för bombattentatet mot strejkbrytarbåten Amalthea i Malmö hamn 1908. Holmström medverkade till att de tre männen till sist frigavs 1917.
Axel Holmström är begravd på Bromma kyrkogård.